# Riverhead (CDP, New York)
Pour les articles homonymes, voir Riverhead.
Riverhead est une census-designated place du comté de Suffolk, dans l'État de New York, aux États-Unis,. En 2020, elle compte une population de 14 993 habitants.